# IMIS-Studie
Die IMIS-Studie (Integrated Manned Interplanetary Spacecraft) war eine von Boeing im Auftrag der NASA durchgeführte und im Januar 1968 veröffentlichte Studie über die Durchführung einer bemannten Marslandung. Die IMIS-Studie ist bis heute eines der ausführlichsten Szenarien für eine Marsexpedition.

## Genese
Mitte der sechziger Jahre sah sich die NASA der Frage gegenüber, welche Ziele die amerikanische Raumfahrt nach der Mondlandung und damit dem Ende des Apollo-Programms verfolgen sollte. NASA-Administrator James E. Webb hatte im Dezember 1965 das Apollo-Anwendungs-Programm (später in Skylab umbenannt) autorisiert, das die Nutzung von Apollo-Hardware für wissenschaftliche Missionen im erdnahen Raum und zum Aufbau einer embryonalen Raumstation vorsah. Die NASA-Führung ging aber davon aus, dass, wie der damalige Direktor des heutigen Lyndon B. Johnson Space Centers (damals noch Manned Spacecraft Center (MSC) genannt), Robert Gilruth, es formulierte: das bemannte Raumfahrtprogramm der NASA „andere Ziele haben müsste als die Nutzung von Apollo-Hardware“ (need for a manned space flight goal other than 'using Apollo hardware').
Da die bemannte Marslandung als mögliches anderes Ziel identifiziert wurde, beauftragte im August 1966 das MSC North American Aviation mit einer Studie zur Entwicklung einer Marslandefähre und das Langley Research Center (LaRC) der NASA im November 1966 Boeing mit der Erstellung einer Studie zum Bau eines interplanetaren Raumschiffes. Diese beiden Studien werden als IMIS-Studie zusammengefasst.

## Das Raumschiff
Die IMIS-Studie schlug ein dreistufiges Nuklearraumschiff mit nuklear-thermischem Antrieb vor. Der Antrieb bestand aus fünf Einzelmodulen (Primary Propulsion Modules (PPM)).
- 1-Stufe: 3 PPM für den Start aus der Erdumlaufbahn
- 2-Stufe: 1 PPM zum Einbremsen in den Mars-Orbit
- 3-Stufe: 1 PPM für den Rückflug aus dem Mars-Orbit

Die PPM basierten auf dem NERVA-Reaktor (Nuclear Engine for Rocket Vehicle Application), der sich seit Ende der fünfziger Jahre in der Entwicklung befand. Sie waren in ihren Abmessungen auf eine leistungsfähigere, mit zusätzlichen Feststoffboostern versehene Version der Saturn V (Saturn V 25 S) abgestimmt.
Das Wohnmodul (Mission Module (MM)) hatte vier Etagen und 6,61 Meter Durchmesser. Es sollte einer sechsköpfigen Besatzung 126 m² Lebensraum bieten.
Es wurde ein besonderes Modul, das EEM (Earth Entry Module), für den Wiedereintritt in die Erdatmosphäre vorgeschlagen. Um die Energie für das Einbremsen des MM in die Erdumlaufbahn zu sparen, wurde dessen Design für den Hochgeschwindigkeits-Wiedereintritt in die Erdatmosphäre optimiert. Es war neben dem Mars Exploration Module (MEM) das einzige Modul, das speziell für eine Marsexpedition entwickelt worden wäre.

## Das MEM
Das MEM hatte die Aufgabe, die Besatzung auf dem Mars zu landen, wieder in den Marsorbit zu starten und während des Aufenthaltes auf der Marsoberfläche als Wohneinheit zu dienen. Es ähnelte mit seiner Kegelform äußerlich dem Apollo-Kommandomodul, war aber bedeutend größer (der Basisdurchmesser hätte 9 Meter betragen im Gegensatz zu 3,90 Meter beim Kommandomodul). Die Kegelform wurde aufgrund der aerodynamischen Belastung bei der Landung und dem Start vom Mars gewählt. Das Design war betont flexibel, so dass sich aus der Basiskonzeption verschiedene Versionen ableiten ließen, die unterschiedlich große Gruppen von Raumfahrern für unterschiedlich lange Zeit auf der Marsoberfläche versorgen konnten. Die kleinste Konfiguration hätte zwei Astronauten einen viertägigen Marsaufenthalt ermöglicht, die größte vier Astronauten 40 Tage. Das Gewicht des MEM hätte, je nach Ausstattung, zwischen 30 und 50 Tonnen betragen. Die IMIS-Studie bevorzugte eine mittlere Konfiguration, da sie einen 30-tägigen Aufenthalt von drei Astronauten vorsieht.

## Die Expeditionen
Innerhalb der Studie wurden verschiedene Szenarien für bemannte Mars- und Venusexpeditionen untersucht. Dabei wurden verschiedene Abflugzeitpunkte zwischen 1975 und 1990 untersucht, zusätzlich wurde zwischen reinen Orbital- und Lande-Missionen unterschieden. Alle Venusflüge waren als Orbitalmissionen ausgelegt.
Als günstigste Szenarien für eine Marslandung wurden Oppositions-Flüge in den Jahren 1981/82 oder 1985/86 ermittelt (je nach Zeitpunkt der Freigabe der finanziellen Mittel). Die Zahl der Expeditionsteilnehmer war auf sechs festgelegt, von denen drei auf dem Mars landen sollten und dort 30 Tage bleiben sollten. Die gesamte Missionsdauer hätte 460 Tage betragen.

## Entwicklung und Kosten
Obwohl ein Teil der benötigten Systeme sich schon in der Entwicklung befand, wurde die Entwicklungszeit auf mindestens zehn Jahre geschätzt. Die Gesamtkosten einschließlich zweier Marslandungen wurden mit 30 Mrd. US-Dollar (1967) angegeben. Davon allein 4,3 Mrd. (1967) für die Entwicklung des MEM. Die Kosten für jede weitere Mission hätte sich auf etwa 2 Mrd. US-Dollar (1967) belaufen.

## Rezeption
Die Aufnahme der Studie in der Öffentlichkeit war gespalten. Einerseits war der Zeitpunkt der Veröffentlichung unglücklich gewählt. Aufgrund des sich ausweitenden Vietnamkrieg war der Staatshaushalt der USA hochgradig defizitär, und es war klar, dass die von Präsident Lyndon B. Johnson initiierten Ausgaben zum Aufbau eines Sozialstaates nicht zur Haushaltskonsolidierung zur Verfügung standen.
Zusätzlich war die Position der NASA im Frühjahr 1968 durch die Verspätung des Apollo-Programms von mehr als einem Jahr und den Tod der Apollo-1-Astronauten angreifbar.
Auch allein die Größe des vorgeschlagenen Raumschiffes von fast 180 Metern Länge und mehr als 1200 Tonnen Gewicht (die New York Times bezeichnete es als ‚Boeings Behemoth’) wirkten auf die Öffentlichkeit eher abschreckend.
Andererseits zeigten die Kostenanalyse und der Projektplan der IMIS-Studie, dass eine Marslandung sich im Rahmen des volkswirtschaftlich Machbaren befand (inflationsbereinigt lagen die geschätzten Kosten im Rahmen der Mondlandung).
Dies war ein Grund, warum die bemannte Marslandung einer der zentralen Punkte in dem eineinhalb Jahre später veröffentlichten Report der von US-Vizepräsident Spiro Agnew geleiteten Space Task Group (The Post-Apollo Space Program: Directions for the Future) war.
Zentral ist die Bedeutung des in der IMIS-Studie definierten Missions Design als Basis für viele später entstandene Studien für bemannte planetare Missionen.